# Neolítico pré-cerâmico A
O Neolítico pré-cerâmico A (PPNA) denota o primeiro estágio do Neolítico pré-cerâmico, no início da cultura neolítica do Levante e da Anatólia, datado de cerca de 12.000 a cerca de 10.800 anos atrás, ou seja, 10.000 a 8.800 a.C. Os vestígios arqueológicos estão localizados na região do Levante e da Mesopotâmia Superior do Crescente Fértil.
O período é caracterizado por pequenas habitações circulares de tijolos de barro, o cultivo de plantações, a caça de animais selvagens e costumes de sepultamento exclusivos, nos quais os corpos eram enterrados abaixo do piso das habitações.
O Neolítico pré-cerâmico A e o seguinte Neolítico pré-cerâmico B (PPNB) foram originalmente definidos por Kathleen Kenyon no sítio-tipo de Jericó, Estado da Palestina. Durante esse período, a cerâmica ainda não estava em uso. Eles precedem a cultura cerâmica neolítica Yarmukiana. O PPNA sucede a cultura Natufiana do Epipaleolítico do Oriente Próximo.

## Assentamentos

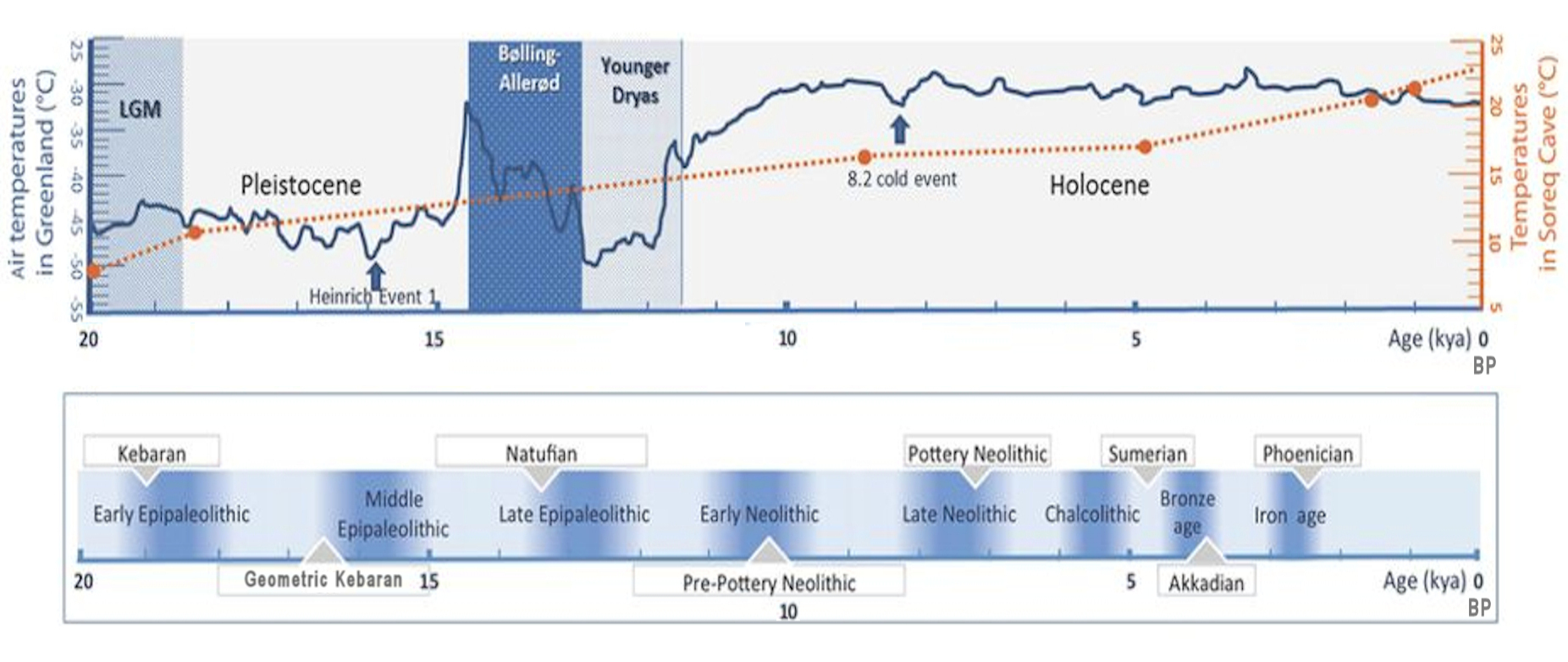
Evolução das temperaturas no período pós-glacial conforme os núcleos de gelo da Groenlândia. O Neolítico pré-cerâmico corresponde ao período de aquecimento do Holoceno.

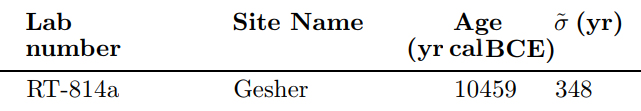
Datas calibradas de carbono 14 para Gesher, o mais antigo sítio neolítico conhecido em 2013.

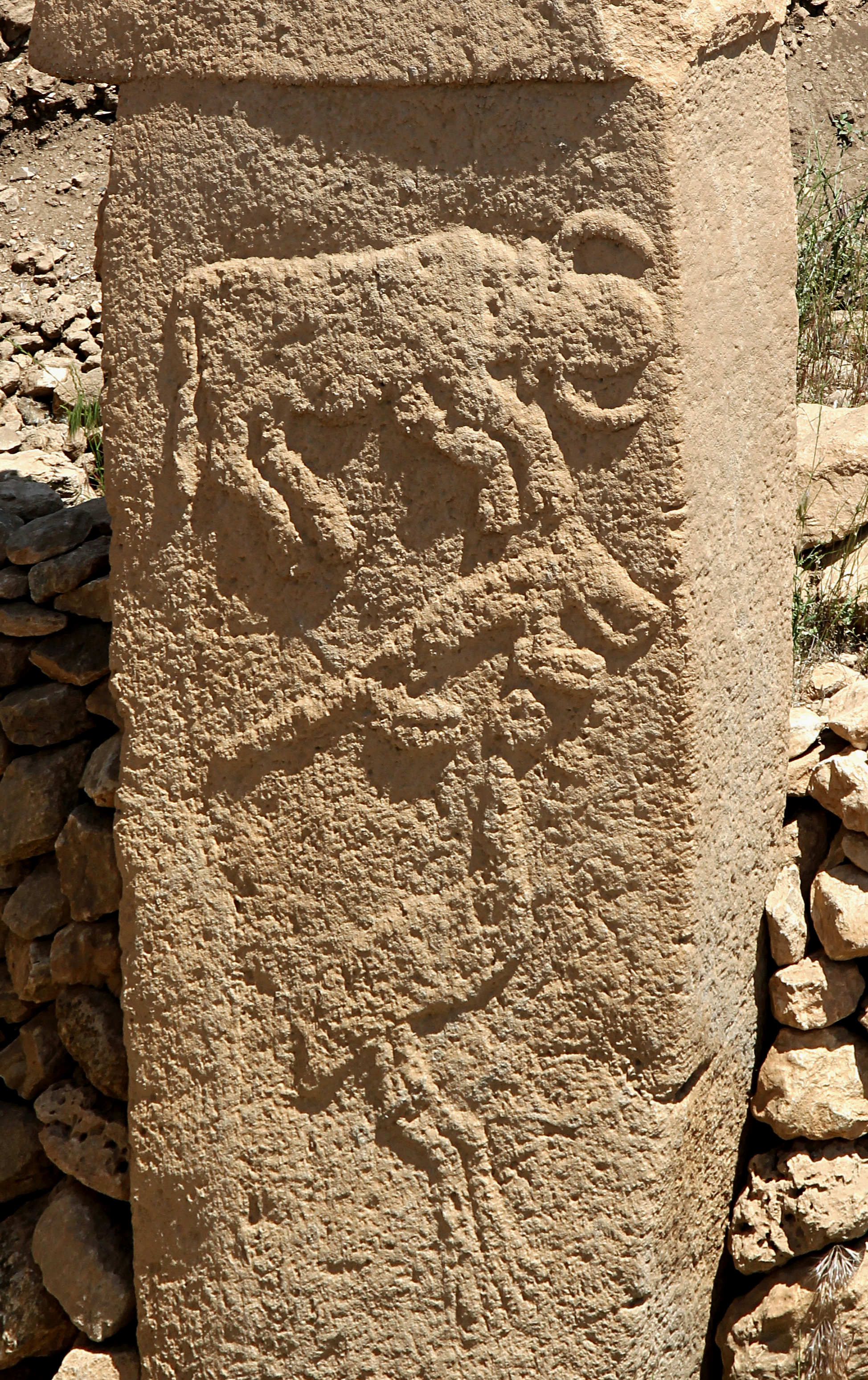
Relevos de animais, Camada III de Göbekli Tepe (Neolítico Pré-Potássico A), cerca de 9000 a.C

Os sítios arqueológicos do PPNA são muito maiores do que os da cultura de caçadores-coletores Natufiana anterior e contêm vestígios de estruturas comunitárias, como a famosa  Torre de Jericó. Os assentamentos do PPNA são caracterizados por casas redondas e semienterradas com fundações de pedra e pisos de terraço. As paredes superiores eram construídas com tijolos de barro não cozido com seções transversais plano-convexas. As lareiras eram pequenas e cobertas com paralelepípedos. Pedras aquecidas eram usadas para cozinhar, o que levava a um acúmulo de rochas rachadas pelo fogo nos edifícios, e quase todos os assentamentos continham depósitos feitos de pedras ou tijolos de barro.
A partir de 2013, Gesher, no Israel moderno, tornou-se o mais antigo de todos os sítios neolíticos conhecidos (PPNA), com uma data calibrada de carbono 14 de 10.459 a.C. ± 348 anos, uma análise que sugere que pode ter sido o ponto de partida de uma Revolução Neolítica. Um sítio contemporâneo é  Mureybet, na Síria moderna.
Um dos assentamentos PPNA mais notáveis é Jericó, considerada a primeira cidade do mundo (cerca de 9.000 a.C.). A cidade PPNA tinha uma população de até 2 a 3.000 pessoas e era protegida por um enorme muro de pedra e uma torre. Há muito debate sobre a função da muralha, pois não há evidências de nenhum conflito sério nessa época. Uma possibilidade é que a muralha tenha sido construída para proteger os recursos de sal de Jericó. Outra hipótese é que a torre ficava à sombra da maior montanha próxima no solstício de verão para criar uma sensação de poder em apoio a qualquer hierarquia que governasse os habitantes da cidade.

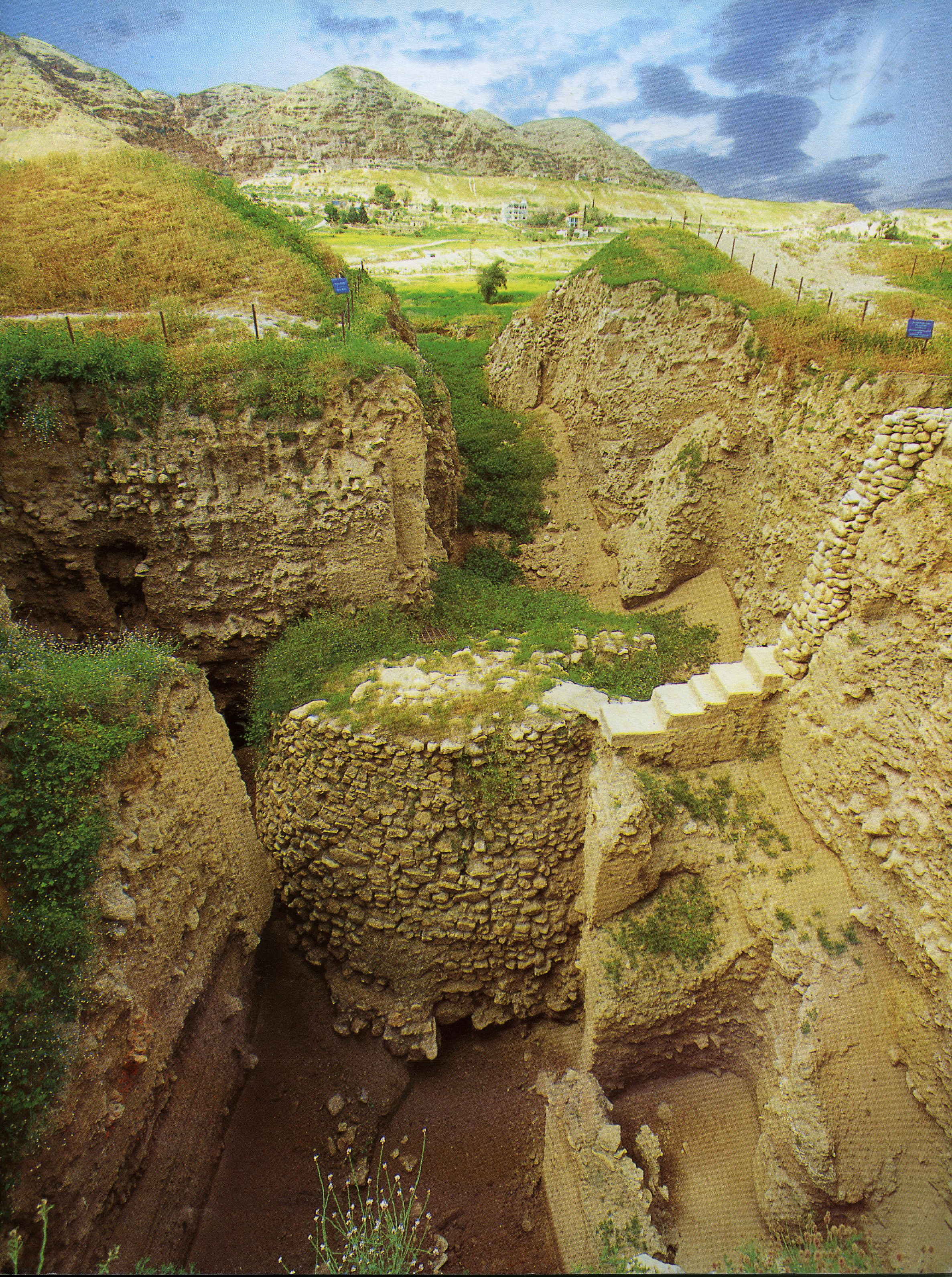
A Torre de Jericó foi construída no final do Neolítico Pré-Potássico A, por volta de 8000 a.C.
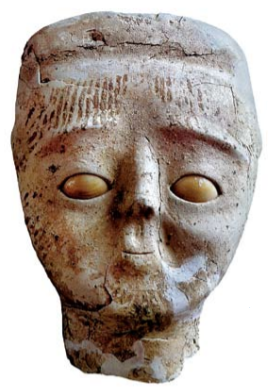
Estátua de ancestral, Jericó, de aproximadamente 9.000 anos atrás. Museu Rockefeller, Jerusalém.
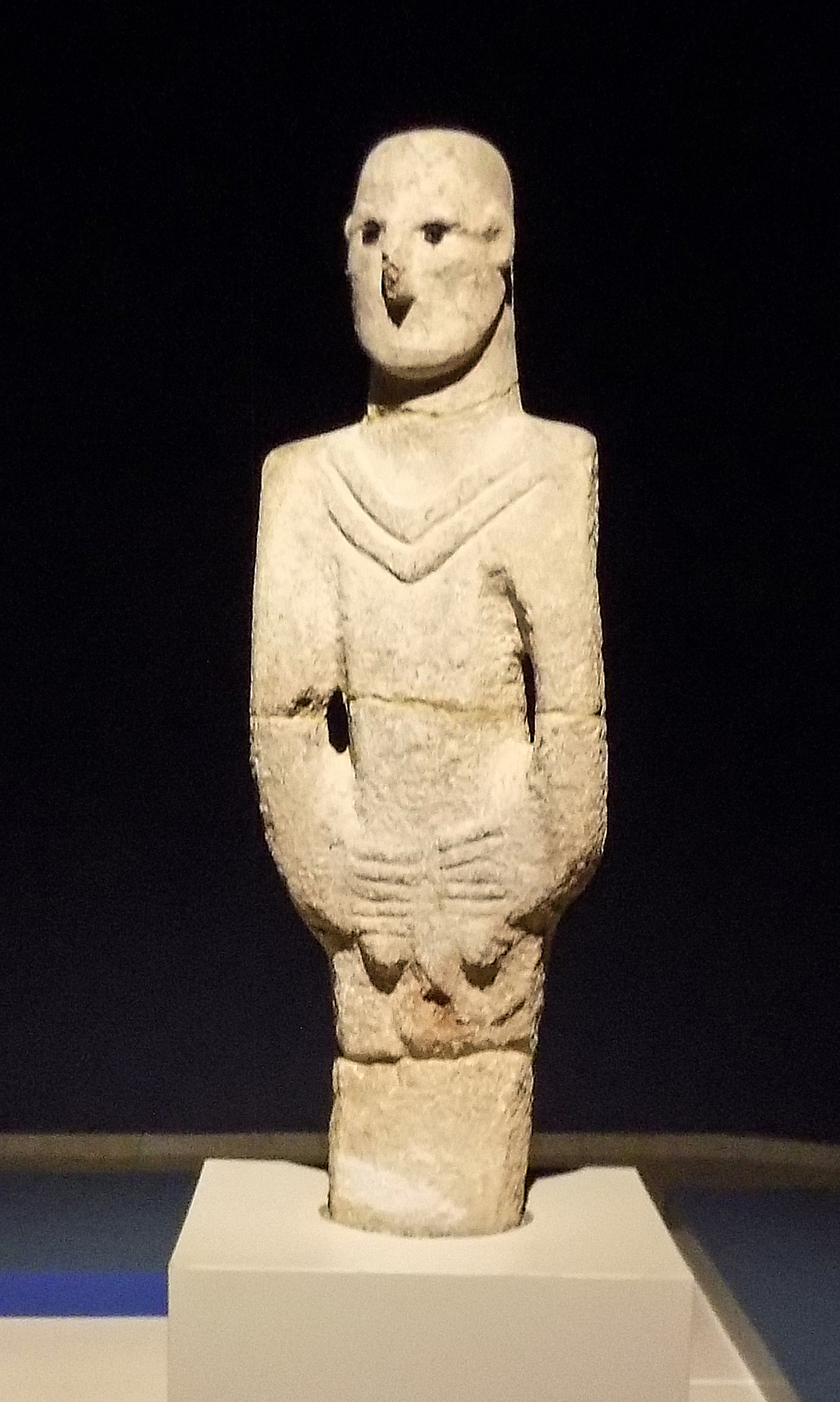
O homem de Urfa, cerca de 9000 a.C.[13][14][15] Museu de Arqueologia e Mosaicos de Şanlıurfa.

## Práticas de sepultamento

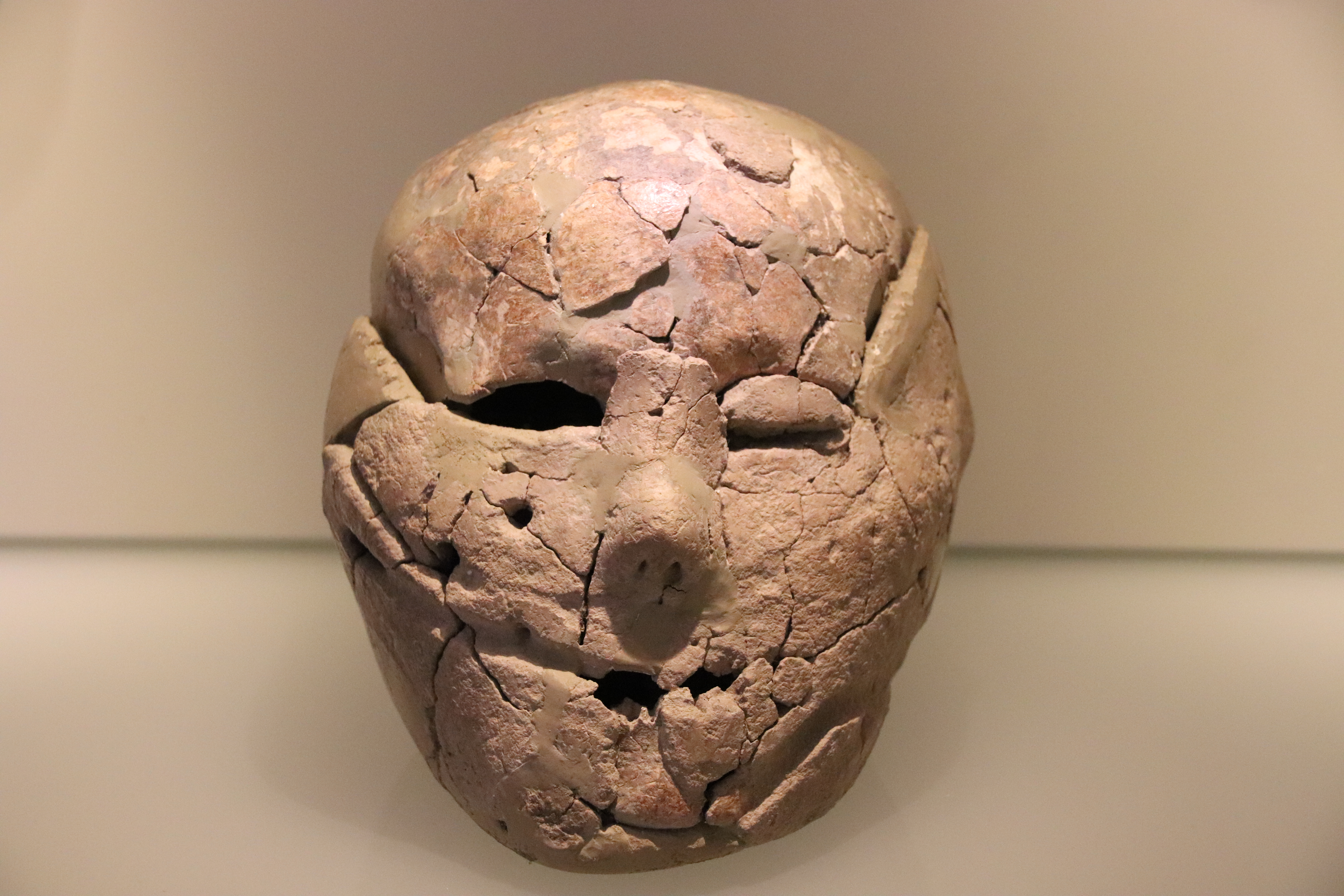
Crânio em gesso, en, Jericó, c. 9000 a.C.

As culturas PPNA são únicas por suas práticas de sepultamento, e Kenyon (que escavou o nível PPNA de Jericó) as caracterizou como “vivendo com seus mortos”. Kenyon encontrou nada menos que 279 sepultamentos, embaixo de pisos, sob fundações de casas e entre paredes. No período PPNB, os crânios eram frequentemente desenterrados e enterrados novamente, ou manchados com argila e (presumivelmente) exibidos.

## Líticos
A indústria lítica se baseia em lâminas cortadas a partir de núcleos [en] regulares. Lâminas de foice e pontas de flecha continuam as tradições da cultura Natufiana tardia, machados transversais e enxós polidos aparecem pela primeira vez.

## Cultivo de plantações e celeiros

Mapa mostrando os centros aproximados de origem da agricultura e sua disseminação na pré-história: o Crescente Fértil (aprox. 11.000 a.C.), as bacias dos rios Yangtzé e Amarelo (aprox. 9.000 a.C.), as terras altas da Nova Guiné (aprox. 9.000 a.C.), o México Central (aprox. 5.000 a.C.), o norte da América do Sul (aprox. 5.000 a.C.), a África subsaariana (aprox. 5.000 a.C., local exato desconhecido), o leste da América do Norte (aprox. 4.000 a.C.).

A sedentarização dessa época permitiu o cultivo de grãos locais, como cevada e aveia selvagem, e o armazenamento em celeiros. Locais como Dhra′ [en] e Jericó mantiveram um estilo de vida de caça até o período PPNB, mas os celeiros permitiam a ocupação durante todo o ano.
Esse período de cultivo é considerado “pré-domesticação”, mas pode ter começado a desenvolver espécies de plantas nas formas domesticadas que são hoje. O armazenamento deliberado e por períodos prolongados foi possível graças ao uso de “pisos suspensos para circulação de ar e proteção contra roedores”. Essa prática “precede o surgimento da domesticação e das comunidades sedentárias em larga escala em pelo menos 1.000 anos”.
Os celeiros foram posicionados em locais entre outros edifícios no início de cerca de 11.500 a.C., no entanto, a partir de cerca de 10.500 a.C., eles foram movidos para dentro das casas e, por volta de 9.500 a.C., o armazenamento ocorria em cômodos especiais. Essa mudança pode refletir a alteração dos sistemas de posse e propriedade, uma vez que os celeiros deixaram de ser de uso e propriedade comuns e passaram a ser controlados por famílias ou indivíduos.
Observou-se, com relação a esses celeiros, que seus “sofisticados sistemas de armazenamento com ventilação no subsolo são um desenvolvimento precoce que precede o surgimento de quase todos os outros elementos do pacote neolítico do Oriente Próximo - domesticação, comunidades sedentárias em larga escala e o enraizamento de algum grau de diferenciação social”. Além disso, “a construção de celeiros pode [...] ter sido a característica mais importante no aumento do sedentarismo que exigia a participação ativa da comunidade em novos modos de vida”.

## Variantes regionais

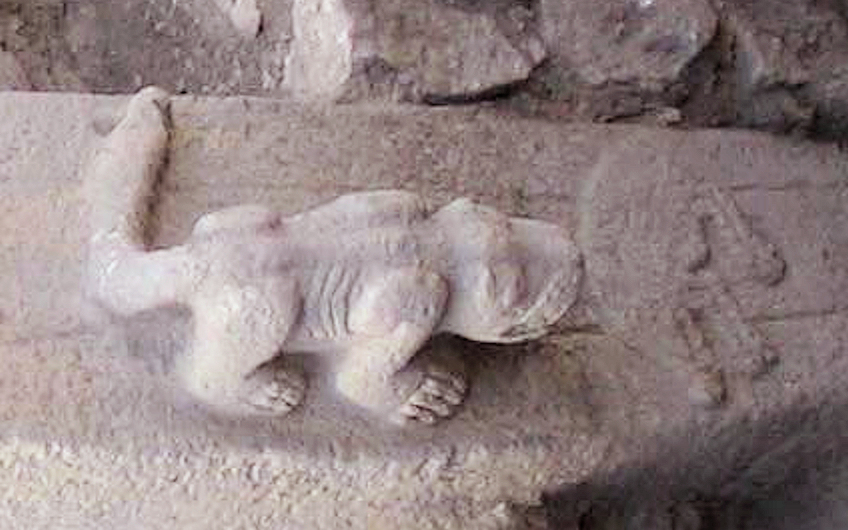
Escultura de animal em Göbekli Tepe, c. 9000 a.C.

Com o aumento do número de sítios conhecidos, os arqueólogos definiram uma série de variantes regionais do Neolítico pré-cerâmico A:
- (Aswadiano) na Bacia de Damasco, definido por achados de Tell Aswad IA; típico: núcleos bipolares, lâminas de foice grandes, pontas Aswad. A variante “Aswadiana” foi recentemente abolida pelo trabalho de Danielle Stordeur em seu relatório inicial de outras investigações em 2001-2006. O horizonte PPNB foi recuado nesse local, para cerca de 10.700 a.C.[20]
- Mureybetiano no Levante Setentrional, definido pelos achados de Mureybet IIIA, IIIB, típicos: pontas Helwan, lâminas de foice com base amenagée ou haste curta e retoque terminal.[21] Outros sítios incluem Sheyk Hasan e Jerf el Ahmar [en].
- Os locais na “Mesopotâmia Superior” incluem Çayönü e Göbekli Tepe, sendo o último possivelmente o mais antigo complexo ritual já descoberto.[22]
- Locais na Anatólia central que incluem a “cidade-mãe” Çatalhöyük e o local menor, mas mais antigo, rivalizando até mesmo com Jericó em idade, Aşıklı Höyük.
- Sultaniano no vale do rio Jordão e no sul do Levante, com o sítio-tipo de Jericó. Outros sítios incluem Netiv HaGdud [en], El-Khiam [en], Hatoula e Nahal Oren [en].